# Amt Dippoldiswalde
Das Amt Dippoldiswalde war eine im Meißnischen Kreis gelegene territoriale Verwaltungseinheit des Kurfürstentums Sachsen. Bis zum Ende der sächsischen Ämterverfassung im Jahr 1856 bildete es den räumlichen Bezugspunkt für die Einforderung landesherrlicher Abgaben und Frondienste, für Polizei, Rechtsprechung und Heeresfolge. Verwaltungssitz war das Schloss Dippoldiswalde.

## Geschichte
Das Gebiet des Amtes Dippoldiswalde gehörte zuerst den Burggrafen von Dohna. Die Burggrafschaft ging 1401 im Zuge der Dohnaischen Fehde an die Markgrafschaft Meißen. In den folgenden Jahren wurde das Amtsgebiet durch Zukäufe erweitert. Zwischen 1781 und 1833 gehörte auch das Amt Altenberg verwaltungstechnisch zum Amt Dippoldiswalde, die wesentlichen Aufgabenfelder blieben jedoch getrennt. Ab 1856 übernahmen die neuen Gerichtsämter die Verwaltung und die Gerichtsbarkeit der ehemaligen Justizämter, die 1831 von den (Rents)ämtern abgespalten wurden. Im Jahre 1868 wurde das Amt Dippoldiswalde endgültig aufgelöst, die verbliebenen Aufgaben gingen an andere Behörden über.

## Angrenzende Verwaltungseinheiten
| Amt Grillenburg   | Amt Dresden                                 | Kreisamt Meißen |
| Kreisamt Freiberg | Kompassrose, die auf Nachbargemeinden zeigt | Amt Pirna       |
| Amt Frauenstein   | Amt Pirna                                   | Amt Pirna       |

## Amtsleute
- Caspar Rudolph von Schönberg (1572–1628), Amtshauptmann
- Georg Ernst von Dölau, 1656 Amtshauptmann
- Friedrich Benjamin Zahn, 1765 Amtmann